# The Hybrid
Albums de Danny Brown
Hawaiian Snow
(2010) XXX
(2011)
The Hybrid est le premier album studio de Danny Brown, sorti le 16 mars 2010.
Précédé de plusieurs mixtapes, cet album a d'abord été diffusé en téléchargement gratuit avant d'être édité en vinyle. Une édition Deluxe, avec trois titres supplémentaires, a été mise en vente chez Amazon le 18 janvier 2011 puis sur iTunes le 8 février 2011.

## Liste des titres
| No  | Titre                                      | Contient un (des) sample(s) de                                            | Durée |
| --- | ------------------------------------------ | ------------------------------------------------------------------------- | ----- |
| 1.  | Greatest Rapper Ever (Produit par Quelle)  |                                                                           | 2:48  |
| 2.  | Need Another Drink (Produit par Mainframe) | You Need Another Drink de Disco D                                         | 2:54  |
| 3.  | New Era (Produit par Nick Speed)           | Come Fly With Me de Greg Perry                                            | 4:53  |
| 4.  | Exotic (Produit par Danny!)                | B. Is for Basse de Raymond Guiot                                          | 2:21  |
| 5.  | I'm Out (Produit par Chuck Inglish)        |                                                                           | 2:53  |
| 6.  | Re-Up (Produit par Quelle)                 |                                                                           | 2:09  |
| 7.  | Nowhere 2 Go (Produit par Denmark Vessey)  |                                                                           | 2:56  |
| 8.  | Shootin' Moves (Produit par Frank Dukes)   | In the Morning of the Magicians des Flaming Lips                          | 2:45  |
| 9.  | The Nana Song (Produit par Danny!)         | Cool Night de Rolf Glasen                                                 | 2:33  |
| 10. | Guitar Solo (Produit par Quelle)           | Concerto for Jazz/Rock Orchestra (Part II and Part III) de Stanley Clarke | 3:44  |
| 11. | White Stripes (Produit par Quelle)         |                                                                           | 2:29  |
| 12. | Juno (Produit par Mosel)                   |                                                                           | 2:14  |
| 13. | Thank God (Produit par Mosel)              |                                                                           | 2:51  |
| 14. | Drinks on Me (Produit par Quelle)          |                                                                           | 3:03  |
| 15. | Generation Rx (Produit par 14KT)           |                                                                           | 3:10  |
| 16. | S.O.S (Produit par Slopfunkdust)           |                                                                           | 2:54  |

| 17. | Cartier             |                                                    | 3:03 |
| 18. | Great Granddad      |                                                    | 3:06 |
| 19. | Lincoln Continental | Main Theme From Final Fantasy VII de Nobuo Uematsu | 2:57 |